# Павловка (Павловский район)
Па́вловка — посёлок городского типа в Павловском районе Ульяновской области России. Административный центр — Павловского городского поселения.

## География
Расположен на притоке реки Избалык, в глубоком котловане, окружённом холмами в лесостепной местности. Расстояние до ближайшей железнодорожной станции (Ключики в Николаевке) 56 км.
Расстояние до областного центра Ульяновск 200 км.
Население — 4951 чел. (2021).

## История
Посёлок Павловка был основан в 1695 году. Благодаря сохранившимся документам, нам известны имена основателей Павловки. «В 203 году пожаловано пензенцам Павлу и Семёну Полумордвиновым, Трофиму да Лукьяну Мамотовым в урочищах по реке Избалык дикопорожней земли со всеми угодьями…». Так у истоков прекрасной чистой реки образовалось село Избалык, а когда в селе была устроена часовня во имя Дмитрия Солунского — Дмитриевское, а потом была построена и деревянная церковь во имя Покрова Пресвятой Богородицы, позднее, во 2-й половине XIX века, названное Павловкой.
В 1827 году тщанием князя Оболенского Николая Алексеевича в селе был построен каменный трёхпрестольный храм. Основной престол был освящён в честь Воскресения Христова, приделы — в честь Покрова Пресвятой Богородицы и во имя святого великомученика Димитрия Солунского .
В 1862 году село Павловка (Избалык, Дмитриевское) входило в состав 2-го стана Хвалынского уезда Саратовской губернии.
16 июля 1928 года Павловка стала административным центром Павловского района, в составе Кузнецкого округа Средне-Волжского края / С 1935 года — Куйбышевского края / С 1936 года — Куйбышевской области.
С 1943 года — в составе Ульяновской области.
Статус посёлка городского типа — с 1978 года.
С 2005 года — центр Павловского городского поселения.

## Население
| 1959  | 1970  | 1979  | 1989  | 2002  | 2007  | 2009  |
| ----- | ----- | ----- | ----- | ----- | ----- | ----- |
| 3532  | ↗3803 | ↗4496 | ↗5730 | ↗5930 | ↘5820 | ↘5768 |
| 2010  | 2012  | 2013  | 2014  | 2015  | 2016  | 2017  |
| ↘5626 | ↘5533 | ↘5451 | ↘5361 | ↘5309 | ↘5278 | ↘5232 |
| 2018  | 2019  | 2020  | 2021  |       |       |       |
| ↘5177 | ↘5136 | ↘5029 | ↘4951 |       |       |       |

## Достопримечательности
- Одной из интересных достопримечательностей Павловки является уникальная система водоснабжения[24].
- Центральная площадь Павловки, где находятся памятники солдатам и офицерам, погибшим за Родину[24].
- Серовская дача — ООПТ Ульяновской области[25].
- В Павловке ежегодно проходит Всероссийский фестиваль национальных культур «Поволжская глубинка»[26][27].

## Образование
Основная и средняя общеобразовательные школы, Павловский технологический техникум.

## Религия
- Церковь Воскресения Христова.
- Часовня в память императора Александра II.

Православные храмы
- Храм Воскресения Христова [29][30][31][32][33][34].
- Храм Покрова Пресвятой Богородицы [35]
- Часовня установленная в 1890 году в память о «в Бозе-почившего Императора Александра II», который был убит бомбой, брошенной народовольцем Игнатием Гриневицким 1 марта 1881 года в Петербурге. В советское время часовня использовалась как склад электрооборудования. Часовня восстановлена и освящена в память Александра Невского — Часовня Александра Невского[24][36][37][38][39][40].

Мечети
- Мечеть